# Hans Thoma

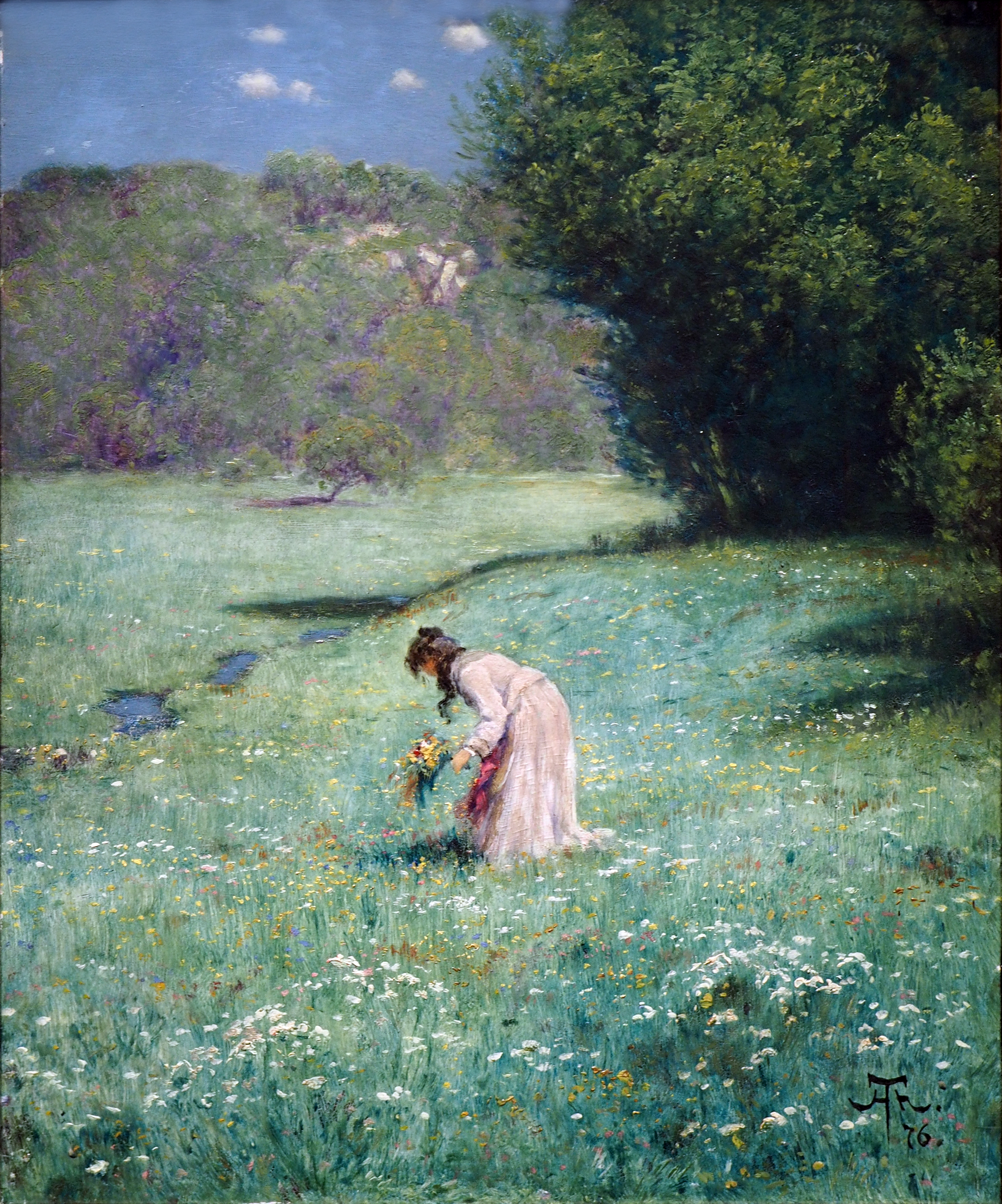
Hans Thoma: Lesní louka (1876)

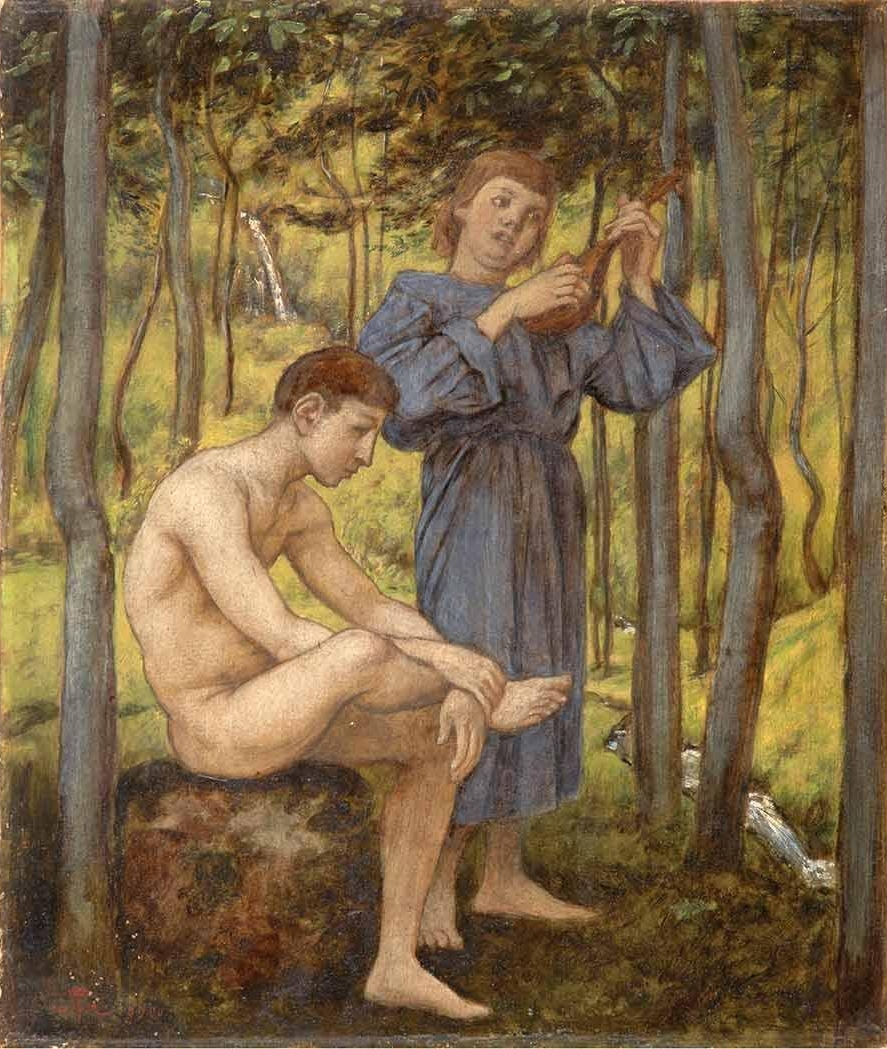
Dva mladíci v lese (1900)

Hans Thoma (2. října 1839 Oberlehen, Bernau im Schwarzwald – 7. listopadu 1924 Karlsruhe) byl německý malíř a grafik.

## Život a dílo
Narodil se v rodině dřevorubce v horské obci v Černém lese, asi 20 km jihovýchodně od Freiburgu. Začal se učit natěračem a malířem, až roku 1859 byl přijat na malířskou akademii v Karlsruhe. Po absolutoriu roku 1866 odjel 1868 do Paříže, kde ho nejvíc ovlivnila díla Gustave Courbeta a Barbizonské školy. V letech 1870-1876 žil v Mnichově, kde se spřátelil s malířem Arnoldem Böcklinem a maloval hlavně krajiny a portréty. Od roku 1878 žil ve Frankfurtu nad Mohanem a pracoval na zakázky přátel. Roku 1890 měl výstavu v Mnichově, která měla veliký ohlas a Thoma se stal jedním z nejoblíbenějších německých malířů. Roku 1899 byl jmenován profesorem malířské akademie v Karlsruhe a ředitelem tamější galerie (Kunsthalle). Jako „malíř německého lidu“ se těšil velké oblibě i za nacismu.